# Informazioni di stato

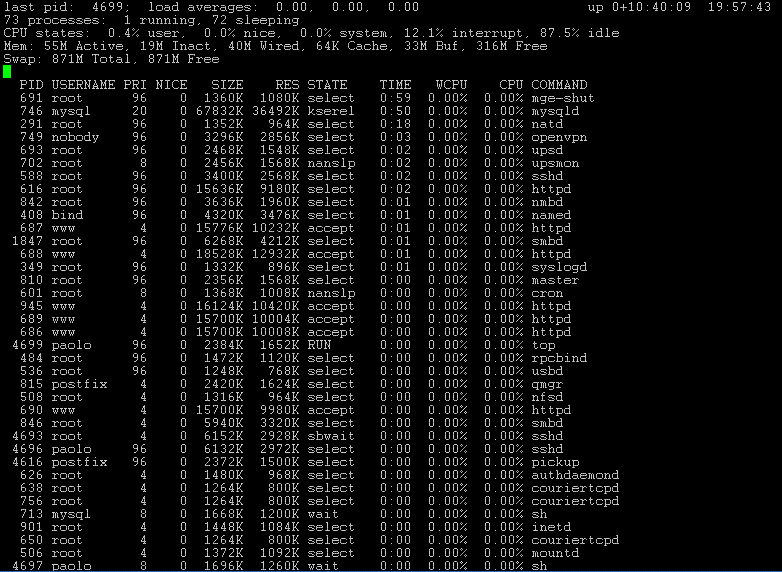
Schermata di esecuzione del comando top su un sistema Linux in finestra terminale

Per informazioni di stato si intende in informatica il complesso di informazioni che riassumono lo stato di esecuzione di un programma, processo o thread. 

## Descrizione generale
Esse sono contenute in un descrittore, che sostanzialmente è un record posto in una tabella manutenuta da un componente del sistema operativo, il gestore dei programmi o il gestore dei processi a seconda dei casi. Nei due casi i campi dei record avranno contenuti diversi, ma fondamentalmente essi conterranno sempre un numero identificativo progressivo assegnato dal gestore ed unico all'interno del sistema stesso, che individua il record anche presso altri componenti di sistema. Ad esempio, in UNIX, il numero di processo o PID (Process IDentifier) può essere fornito come parametro al comando kill, per terminare l'esecuzione del programma ad esso collegato (per esempio nel caso sia fuori controllo).

## I campi
Oltre al numero progressivo, nel descrittore di processo avremo, per esempio, il tempo di esecuzione trascorso fino a quel momento, la percentuale di utilizzo della CPU, il nome utente del proprietario del processo, lo stato, il programma al quale fa riferimento ed altri campi. Con la scelta opportuna dei parametri, si può decidere cosa venga mostrato nella schermata, insieme alle informazioni di carattere generale.